# Elodina pura
Elodina pura är en fjärilsart som beskrevs av Grose-smith 1895. Elodina pura ingår i släktet Elodina och familjen vitfjärilar. Inga underarter finns listade i Catalogue of Life.